# 巴利灣國家公園
巴利灣國家公園（Parc national de la Baie de Baly）是馬達加斯加的國家公園，位於該國西北部，成立於1997年，佔地571平方公里，園內的湖泊和沼澤為遷徙水鳥和淡水龜提供棲息地。
16°5′S 45°14′E / 16.083°S 45.233°E